# Кривенко-Матієнко Петро Михайлович
Петро́ Миха́йлович Криве́нко-Матиєнко (1891, Луцьк — † 3 листопада 1937, Сандармох) — офіцер Армії УНР. Журналіст, видавець.
Жертва сталінського терору.

## Біографія
Народився в місті Луцьку, українець, служив у царському війську (1914—1917), згодом офіцер армії УНР, колишній член КП(б)У (у 1923—1925 роках — член КПЗУ), освіта вища.
Працював політредактором Головліту, у видавництві ЛіМ, завідувачем видавництва й секретарем журналу «Західна Україна» (Харків), яке друкувало твори однойменної літературної організації (до 1926 — секція Спілки селянських письменників «Плуг»), що об'єднувала понад 50 письменників і художників — вихідців із західних областей України (Д. Загул, Мирослав Ірчан та ін.), а також журнал «Західня Україна». Тісно співпрацював з Остапом Вишнею, І. Ткачуком. Проживав у Харкові.
Судова трійка при Колегії ГПУ УСРР 23 грудня 1933 р. за ст. 54-11 КК УСРР ухвалила вирок — 10 років виправно-трудового табору. Відбував покарання на Соловках (табірний пункт Кремль). Постановою окремої трійки Управління НКВД СРСР по Ленінградській області від 9 жовтня 1937 року дістав найвищу кару (розстріл). Вивезений із Соловків з великим етапом в'язнів Соловецької тюрми і страчений 3 листопада 1937 р. в урочищі Сандармох поблизу Медвеж'єгорська (нині Республіка Карелія, РФ).
Реабілітований прокуратурою Архангельської області РРФСР 17 липня 1989 р. і прокуратурою Харківської області 20 жовтня 1989 р.